# Szlak turystyczny
Szlak turystyczny – wytyczona w terenie trasa, zwykle w określony sposób oznakowana, przeznaczona do ruchu turystycznego, pieszego lub z użyciem środków transportu (rower, koń wierzchowy, narty, kajak i in.). Przebieg szlaków turystycznych jest zaznaczany na mapach turystycznych i opisywany w przewodnikach. Wytyczanie i utrzymywanie szlaków turystycznych, zwłaszcza w strefach przygranicznych, jest obecnie przedmiotem współpracy międzynarodowej.

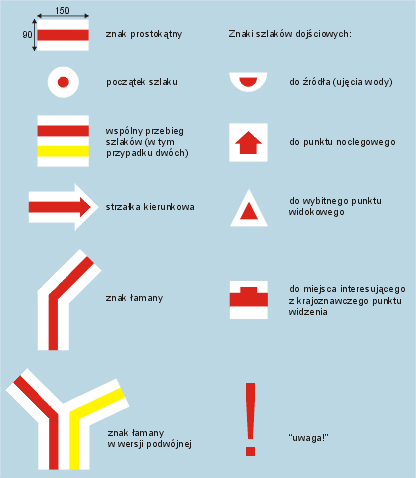
Symbole używane przez PTTK przy znakowaniu szlaku pieszego w Polsce

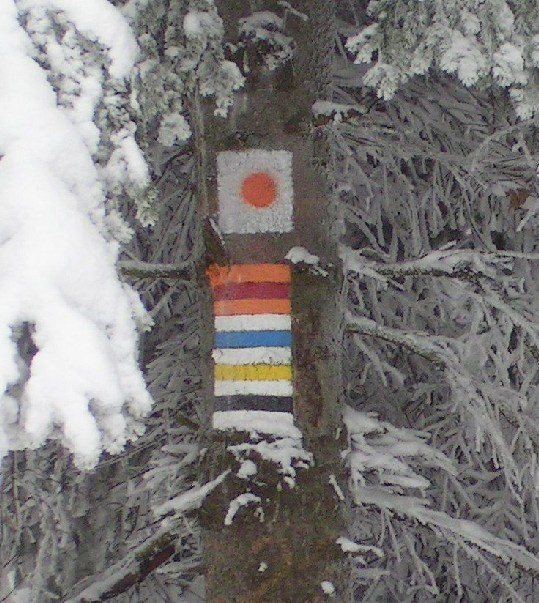
Oznaczenia szlaków – od góry: konnego, narciarskiego, pieszych

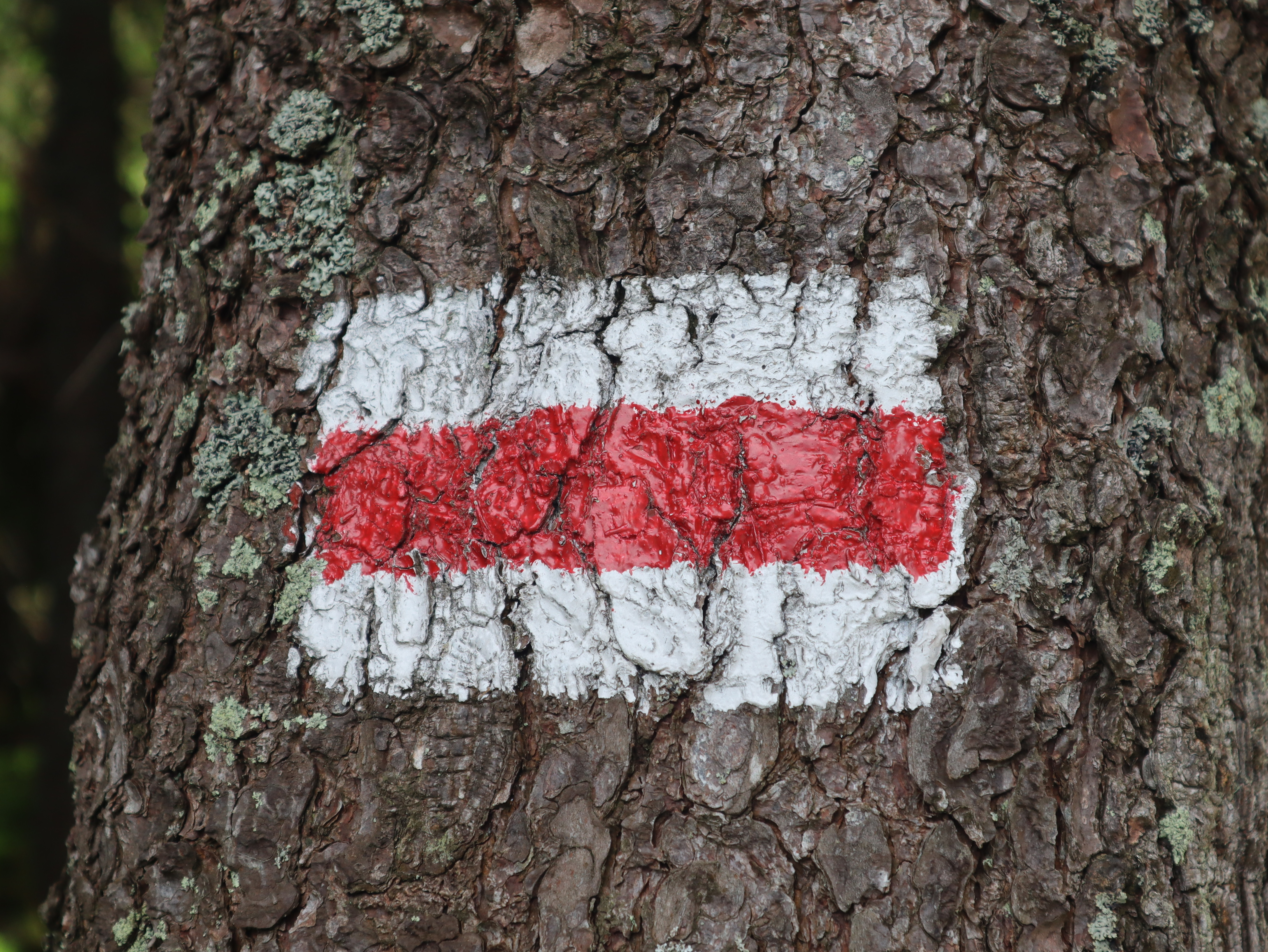
Standardowe oznakowanie szlaku

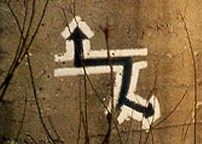
niestandardowy znak

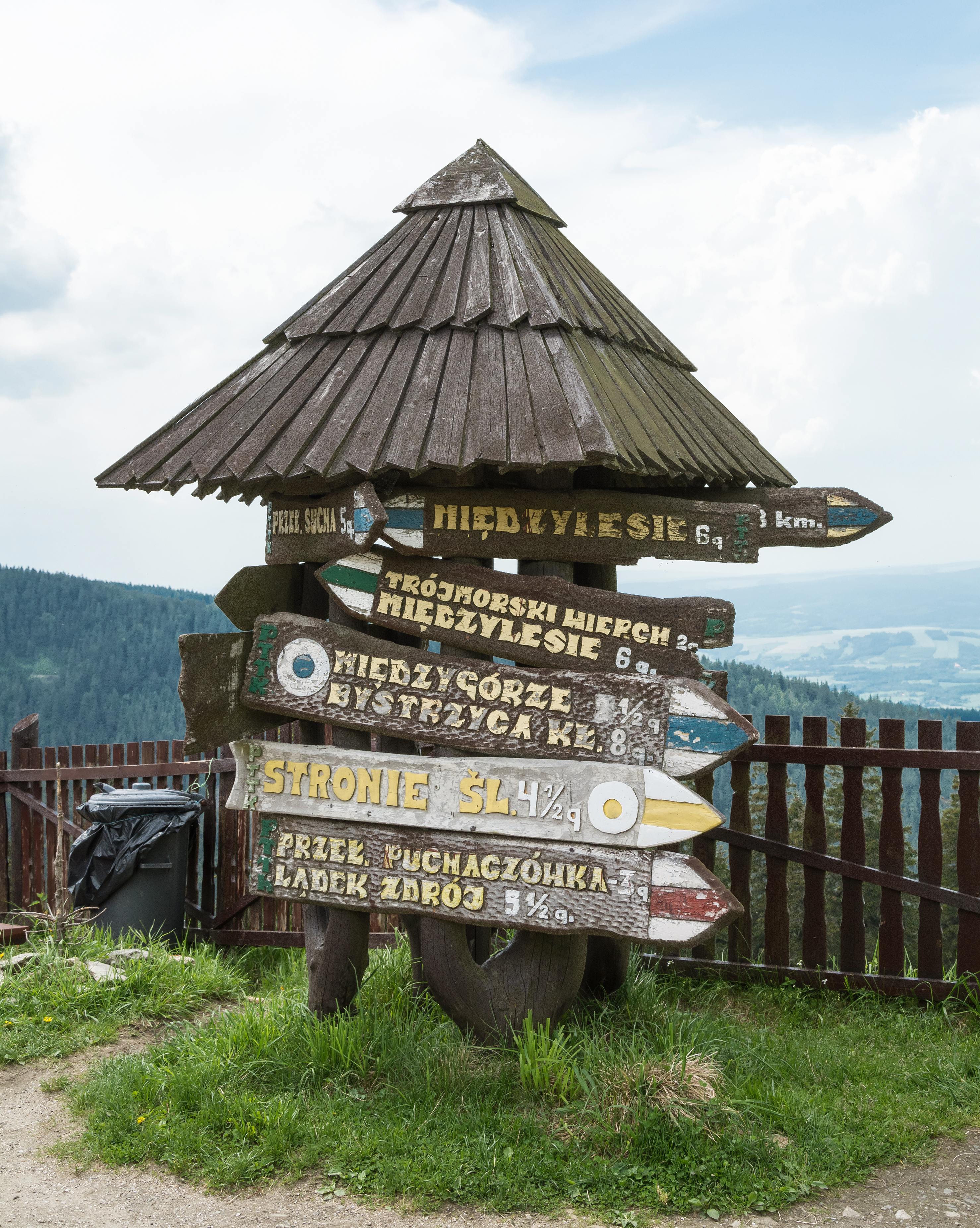
Węzeł szlaków turystycznych na Hali pod Śnieżnikiem

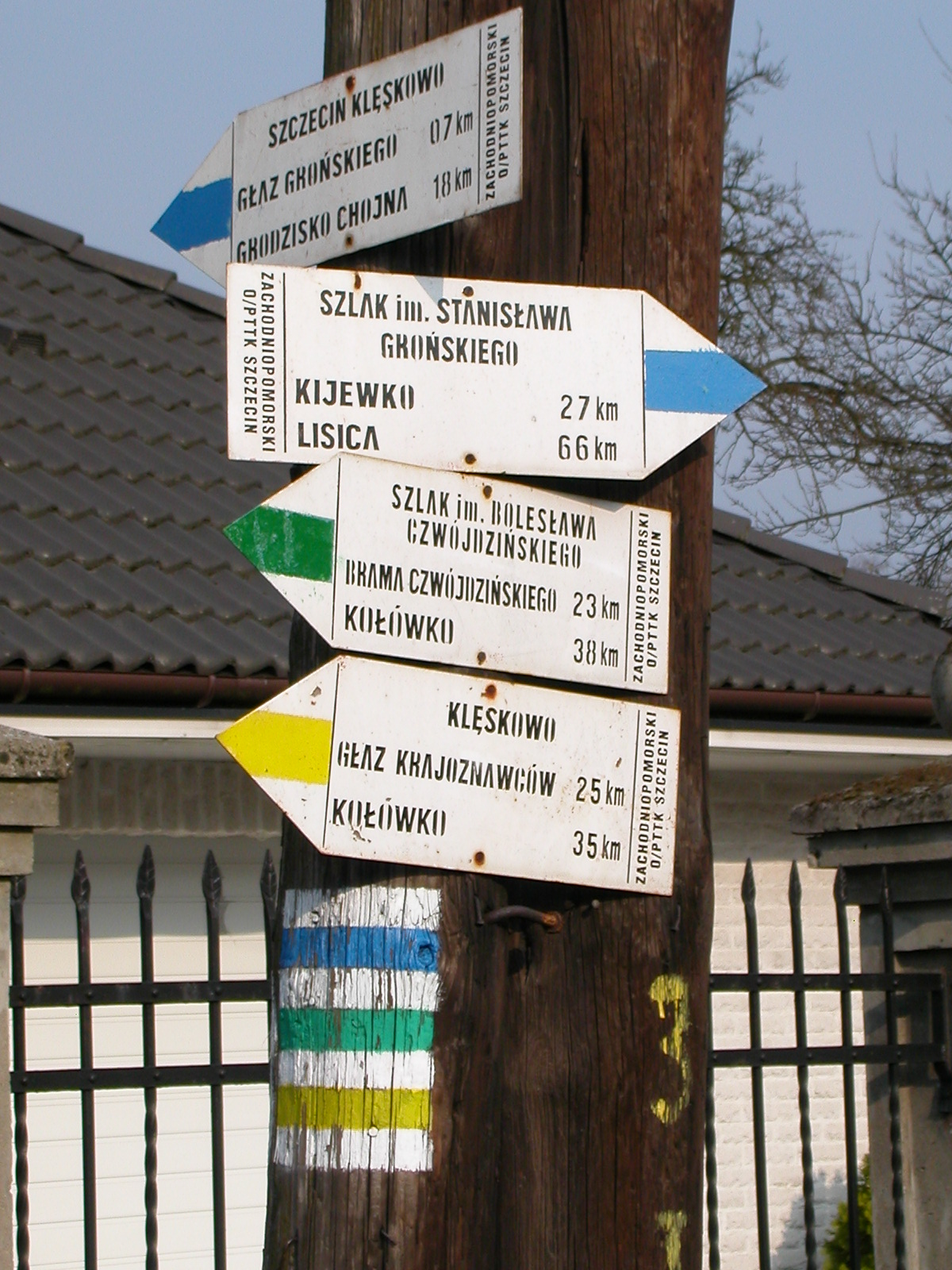
Węzeł szlaków pieszych na Pomorzu Zachodnim (oznakowanie długości odcinka szlaku w km, w odróżnieniu od rejonów górskich, gdzie podawany jest szacowany czas przejścia)

## Podział szlaków
Zarząd Główny PTTK
wyróżnia następujące rodzaje szlaków ze względu na sposób przemieszczania się:
- szlaki piesze (górskie i nizinne)
- szlaki rowerowe (górskie i nizinne)
- szlaki kajakowe
- szlaki jeździeckie (górskie i nizinne)
- szlaki narciarskie (górskie i nizinne).

Nie jest to jedyny podział szlaków, np. ze względu na zwiedzane obiekty i charakter szlaki można podzielić na:
- szlaki historyczne[6]
- szlaki kulturowe
- szlaki przyrodnicze
- szlaki pielgrzymkowe
- inne szlaki turystyczne.

Ponadto pośród szlaków pieszych, oprócz podstawowych szlaków turystycznych, wyróżnia się szlaki spacerowe, szlaki dojściowe i ścieżki dydaktyczne (np. przyrodnicze, historyczne). Szlaki rowerowe nie są drogami rowerowymi w rozumieniu Ustawy Prawo o ruchu drogowym.

## Szlaki piesze
Szlaki turystyczne są znakowane w celu ułatwienia turystom dotarcia do najciekawszych miejsc regionu. Szlaki lądowe wykorzystują biegnące w terenie drogi i ścieżki, szlaki wodne przebiegają zaś przez spławne akweny i cieki wodne. Ze względów historycznych większość szlaków w Polsce ma oznakowanie zgodne z instrukcją znakowania szlaków turystycznych PTTK.
W Polsce na obszarze parków narodowych i rezerwatów przyrody znakowane szlaki turystyczne są zazwyczaj jedynymi dopuszczalnymi trasami, po których mogą poruszać się turyści bez specjalnego zezwolenia.
W Polsce szlaki piesze dzieli się na:
- szlaki turystyczne
- ścieżki dojściowe (do ujęcia wody pitnej lub źródła, do punktu widokowego lub szczytu, do obiektu krajoznawczego, do obiektu noclegowego)
- ścieżki dydaktyczne i edukacyjne
- ścieżki spacerowe[5]

### Znakowanie
W Polsce znakowanie szlaków turystycznych może być wykonywane jedynie przez upoważnione do tego podmioty, za zgodą właściciela terenu, przez który szlak prowadzi, a znaki szlaku mogą być umieszczane na obiektach infrastruktury za zgodą ich dysponentów. Lądowe szlaki turystyczne podlegają ochronie prawnej na podstawie Ustawy z dnia 20 maja 1971 r. – 3. Kodeks Wykroczeń (Dz. U. Nr 12 poz. 114), którego art. 85 § 2 i 3 stanowią, iż karze aresztu, ograniczenia wolności albo grzywny podlega ten, „...kto samowolnie niszczy, uszkadza, usuwa lub ustawia znak turystyczny”, a także, że w razie popełnienia takiego wykroczenia „...można orzec obowiązek zapłaty równowartości zniszczonego lub uszkodzonego przedmiotu, albo obowiązek przywrócenia do stanu poprzedniego”,.
W Polsce ustalone jest oznaczanie szlaku pieszego za pomocą trzech przylegających do siebie poziomych pasków, umieszczanych na drzewach, murach, skałach itp. Dwa zewnętrzne paski są barwy białej, natomiast środkowy jest wypełniony dowolną inną niż biała (np. czarną, czerwoną, niebieską, zieloną czy żółtą) farbą. Podstawowy znak ma wymiary 9×15 cm. Znaki powinny być umieszczone w taki sposób, aby zachowana była widoczność kolejnego do przodu i do tyłu, nie rzadziej jednak niż co 200 m.
Kolor, którym oznaczony jest szlak, nie ma związku z trudnością szlaku, w przeciwieństwie do oznaczeń szlaków narciarskich – gdzie kolor określa stopień trudności trasy narciarskiej.
Przyjmuje się następujące znaczenie kolorów szlaków pieszych:
- szlak główny jest zawsze oznaczony kolorem czerwonym np. Główny Szlak Beskidzki, Główny Szlak Sudecki, Główny Szlak Świętokrzyski, Szlak Orlich Gniazd na Wyżynie Krakowsko-Częstochowskiej.

Szlak główny zwykle jest poprowadzony przez najbardziej spektakularne, a jednocześnie najciekawsze krajobrazowo i przyrodniczo miejsca danego regionu (w górach zwykle przez najwyższe kulminacje danego pasma). Na pewno nie obejmuje jednak wszystkich wartych zobaczenia atrakcji w danym regionie, gdyż jest to niemożliwe. Często do bardzo interesujących miejsc nie są poprowadzone w ogóle szlaki turystyczne.
Kolorem czerwonym oznaczone bywają też inne szlaki biegnące w danym terenie niekoniecznie będące szlakiem głównym.
- kolor niebieski wyznacza szlaki pokonujące duże odległości – dalekobieżne
- żółtym znakuje się krótkie szlaki łącznikowe, czasami też dojściowe
- zielony oznacza szlak doprowadzający do charakterystycznych miejsc
- kolor czarny wyznacza krótki szlak dojściowy.

Są to oznaczenia umowne (nie odnosi się do nich instrukcja znakowania szlaków), od których odchodzi się coraz częściej.
Prace znakarskie na terenie parków narodowych wykonuje PTTK w porozumieniu z dyrekcjami parków, zaś poza parkami można spotkać zarówno szlaki znakowane przez PTTK, jak i przez inne instytucje (np. gminy, zarządy parków krajobrazowych itp.). Część ze szlaków znakowanych nie przez PTTK stosuje oznaczenia zgodne z PTTK, inne stosują własne. Specyficzne oznakowanie posiadały szlaki wolnościowe.
Znakowanym szlakom turystycznym może towarzyszyć odpowiednia infrastruktura turystyczna: tablice z opisem szlaku, czasami przejścia itp., miejsca do odpoczynku i ochrony przed złymi warunkami atmosferycznymi, sztuczne ułatwienia, spotykane zwłaszcza na terenach wysokogórskich, w postaci schodów, poręczy, drabinek, klamer, łańcuchów itp.

### Historia znakowania w Karpatach
Powstałe w 1873 r. Galicyjskie Towarzystwo Tatrzańskie (potem Towarzystwo Tatrzańskie i Polskie Towarzystwo Tatrzańskie) za jeden z celów postawiło sobie zachęcanie do zwiedzania gór, ułatwianie dostępu i pobytu w nich turystom. Realizując te cele, od roku 1874 rozpoczęto budowę m.in. ścieżek turystycznych. Z czasem zaistniała potrzeba umieszczania na ścieżkach dodatkowych znaków orientacyjnych – głównie malowanych farbą. Pierwszy polski szlak za pomocą drogowskazów wyznakował Leopold Wajgiel już w 1880 (Żabie – Krasny Łuh – Howerla). Począwszy od 1887, gdy Walery Eljasz wyznacza szlak do Morskiego Oka, rozpoczęto udostępnianie tatrzańskich dolin aż po śmiałe szlaki graniowe, takie jak np. Orla Perć (ks. Walenty Gadowski w latach 1903–1906). Od 1893 r. powstają pierwsze szlaki turystyczne w Beskidach Zachodnich – niemiecka organizacja Beskidenverein oznakowała trasy w okolicach Klimczoka, Szyndzielni i Magurki (nie wiemy jednak w jakiej formie), w 1894 wytyczyła czerwony szlak na Babią Górę, najpierw od strony węgierskiej, a następnie od galicyjskiej (1895).
Z początku szlaki turystyczne malowano cynobrem (czerwony minerał – siarczek rtęci). Było to podyktowane bardzo dużą trwałością tak powstałych znaków. Miały one postać pojedynczego czerwonego paska. Później dla lepszej widoczności znaku zaczęto dodawać drugi pasek biały, co jednak upowszechniło się dopiero po 1914 roku. Pierwszą szczegółową instrukcję znakowania szlaków zaproponował w roku 1924 Feliks Rapf. W niej już znalazł się znak szlaku pieszego znany w Polsce dzisiaj – dwa białe paski z kolorowym w środku (pięć kolorów do wyboru; po raz pierwszy uczyniło tak Beskidenverein w 1897 w rejonie Babiej Góry).
Mimo to na międzywojennych mapach topograficznych WIG-u widnieje sześć kolorów szlaków:
- C – czerwony
- N – niebieski
- Z – zielony
- Ż – żółty
- S – czarny (sadza)
- B – biały[10].

Ważnym wydarzeniem w historii szlaków turystycznych była tzw. wojna na pędzle (1925–1927) między Beskidenverein a Polskim Towarzystwem Tatrzańskim (PTT). Chodziło w niej o zapobieżenie monopolowi niemieckiemu w Beskidach Zachodnich. Na porządku dziennym było wzajemne przemalowywanie szlaków turystycznych (stąd nazwa). Po stronie polskiej w działaniach tych wyróżnili się szczególnie osiemnastoletni gimnazjalista z bielskiego gimnazjum im. Asnyka Władysław Midowicz, który poświęcił całe wakacje w roku 1925 na znakowanie polskich szlaków w rejonie Beskidu Żywieckiego (m.in. 11 czerwca 1925 r. w przeciągu niecałych dziesięciu godzin, wytyczył i wyznakował najefektowniejszą ścieżkę Beskidów, zwaną Percią Akademików), oraz profesor Stanisław Merta wraz z synem Józefem Mertą (studentem Uniwersytetu Jagiellońskiego), którzy w czasie wakacji 1927 r. przeznakowali prawie wszystkie dotychczasowe oznakowania BV w obrębie Babiej Góry i Pilska.
W 1931 roku PTT opublikowało szczegółową instrukcję znakowania szlaków turystycznych w Beskidach Zachodnich. Pierwsza instrukcja urzędowa została wydana w 1935 r. nakładem Ministerstwa Komunikacji. Zawierała wytyczne w sprawie prowadzenia i znakowania szlaków turystycznych w Karpatach.

### Historia znakowania w Sudetach

Symbole szlaków (właściwie to punkty docelowe – nieme znaki) w czeskich Karkonoszach – tzw. muttichovki

W Sudetach najbardziej aktywną organizacją w znakowaniu szlaków było niemieckie Morawsko-Śląskie Sudeckie Towarzystwo Górskie (w samych Jesionikach w okresie międzywojennym wyznaczyło 2000 kilometrów szlaków) oraz Klub Czeskich Turystów. Początkowo stawiano kamienne słupki z wyrytymi napisami (niemieckimi i czeskimi po południowej stronie, niemieckimi po północnej), pomalowanymi czarną farbą. Od 1885 roku pojawił się system znaków malowanych farbą – krzyże, kropki i trójkąty. W 1889 KČT rozpoczął znakowanie w formie czerwonych poziomych pasów obramowanych węższymi, białymi (podobnie jak ma to miejsce dzisiaj).
Następnie wprowadzono inny system, docelowy – romb, którego pole dzielono na pół, każda połówka oznaczała jakiś punkt docelowy (np. Śnieżka miała kolor biały, Karpacz żółty, a Szklarska Poręba niebieski), a ostry kąt rombu wskazywał kierunek. System ten, autorstwa MSSGV, pojawił się początkowo w Jesionikach, następnie w Górach Wałbrzyskich i Karkonoszach. W 1935 roku podjęto ustalenia, że ma objąć całe Sudety, lecz nie wszędzie go wprowadzono. Na odcinkach powyżej granicy lasu stawiano białe słupy, „tyczkując” w ten sposób ścieżkę dla turystów.
Dodatkowo w czechosłowackich Karkonoszach od 1923 stawiano na szlakach czerwone symbole (tzw. muttichovki, od nazwiska pomysłodawcy i autora; każdy obiekt docelowy miał przypisany inny symbol) – celem była neutralizacja oznaczeń w dobie czesko-niemieckich sporów o język, jaki powinien znaleźć się na drogowskazach. W praktyce nie były to oznaczenia szlaków tylko punktów docelowych. Po II wojnie światowej zarówno po polskiej jak i czeskiej stronie zastąpiono je znakami używanymi obecnie, jednak przedwojenne symbole graficzne po stronie czeskiej pozostawiono i służą turystom do dziś (w okresie międzywojennym oznaczano też tak szlaki prowadzące do niektórych obiektów po dzisiejszej polskiej stronie, np. do nieistniejącego już Schroniska Księcia Henryka czy Strzechy Akademickiej).

### Znakowanie po 1945 roku

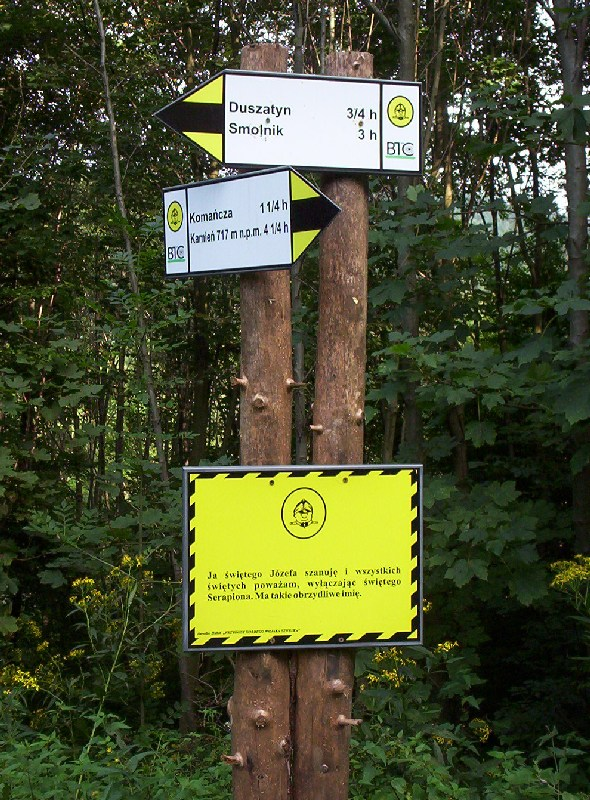
Szlak śladami dobrego wojaka Szwejka

Po II wojnie światowej i po połączeniu 17 grudnia 1950 PTT i PTK w PTTK, szlaki turystyczne rozpoczęły ekspansję również na nizinach. Początkowo znakowano wyłącznie szlaki piesze, później rowerowe (w latach 90.) i wodne. Pomysł znakowania szlaków jeździeckich pojawił się w latach dziewięćdziesiątych XX wieku, gdy umożliwiła ich znakowanie gęsta sieć ośrodków turystyki jeździeckiej (szlaki jeździeckie muszą mieć w odległości jednego dnia wędrówki ośrodki jeździeckie). Powstają również trasy dla turystów zmotoryzowanych – oznakowane w terenie specjalnymi tablicami (np. Szlak Piastowski i Trasa Kórnicka w województwie wielkopolskim).
W roku 2003 w Polsce wyznaczonych było 58 292 km szlaków turystycznych, w większości pieszych. Z tej liczby 9211 km stanowiły szlaki rowerowe, a 785 km narciarskie.

### Znakowanie w Europie
W Europie można wyróżnić cztery podstawowe systemy znakowania szlaków, które wykazują pewną spójność terytorialną:
– Europa Środkowo-Wschodnia – (m.in. Polska, Czechy, Słowacja, Węgry, Bułgaria, Rumunia, ostatnio także Ukraina) – potrójne poziome paski,
– Europa Południowo-Zachodnia –  (m.in. Francja, Hiszpania, Portugalia, Włochy, państwa Beneluksu) – podwójne lub pojedyncze poziome paski,
– Europa Północno-Zachodnia – kolor niebieski (Wielka Brytania, Norwegia, Szwecja, Finlandia, Dania, ale także i zachodnia część Niemiec) – duża różnorodność stosowanych znaków,

– Europa Środkowa i Południowa – (Austria i republiki byłej Jugosławii) – czerwony okrąg lub czerwono-biało-czerwone poziome paski.

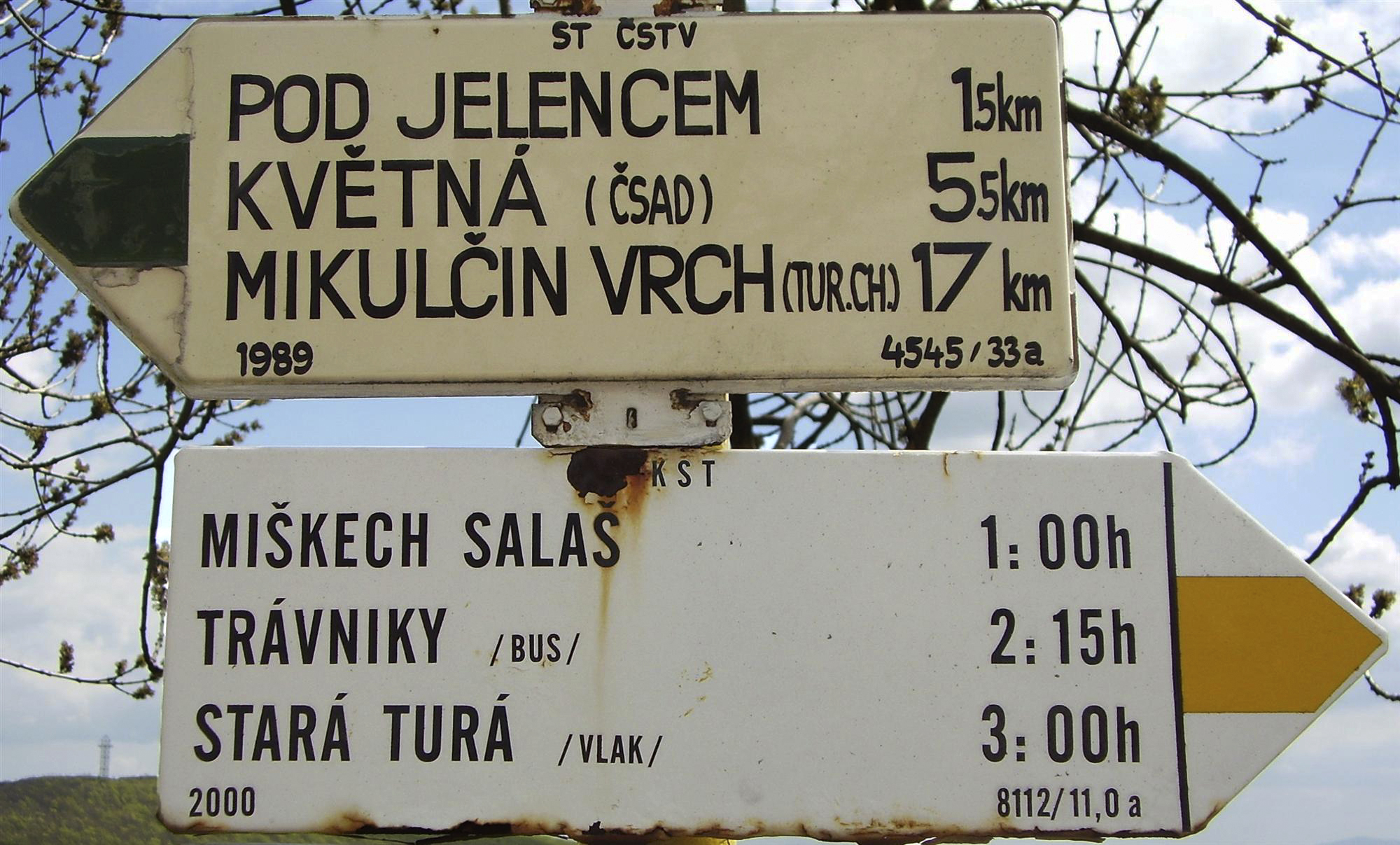
Drogowskaz przy schronisku Holubyho chata z widocznymi różnicami w znakowaniu szlaków turystycznych: czeskim (km) i słowackim (szacunkowy czas przejścia)

#### Czechy i Słowacja
W Czechach i na Słowacji znakowanie szlaków pieszych jest prawie identyczne z polskim – dwa białe paski z kolorowym w środku. Różnice polegają na rozmiarach oznaczeń w terenie – są węższe; czasami także pomiędzy paskiem kolorowym a białymi występuje niewielka przerwa. W Czechach na tablicach podawane są kilometry, natomiast na Słowacji, podobnie jak w Polsce, czasy przejść. W tych dwóch krajach nie występują szlaki turystyczne w kolorze czarnym.

#### Węgry
Również na Węgrzech główne szlaki turystyczne znakowane są dwoma białymi paskami i jednym kolorowym w środku (bez czarnego). Oprócz nich występują również inne symbole (w kolorze żółtym, czerwonym, niebieskim i zielonym), związane z charakterem i punktem docelowym danego odcinka – trójkąty (prowadzące na szczyt) i krzyżyki (łącznik). Krótsze szlaki, prowadzące do konkretnych miejsc, oznacza się symbolem kółka (źródło wody pitnej), litery L (ruiny zamków lub innych obiektów), kwadratów (miejscowość, miejsce noclegowe), brzuszek (jaskinia), niedomknięty okrąg (szlak zataczający koło). Wszystkie umieszczone są na białym tle.
Ścieżki edukacyjne i przyrodnicze znakuje się różnymi symbolami, m.in., podobnie jak w Polsce, poziomym paskiem na białym tle.
Na tablicach umieszczane są odległości w kilometrach.

#### Francja
We Francji szlakami turystycznymi opiekuje się Francuska Federacja Turystyki Pieszej (FFRP), a w Alzacji Club Vosgien. Rozróżnia się szlaki krajowe GR (Grande Randonnée) oznakowane przez dwa prostokąty biały u góry i czerwony na dole, ich odmianę GR pays oznakowaną żółto-czerwono i szlaki lokalne oznaczone żółtym prostokątem. Wyjątkiem są Wogezy, gdzie stosowane są różne znaki geometryczne. Niekiedy gminy i inne instytucje wyznaczają własne szlaki, oznakowane w sposób niestandardowy. System szlaków GR (oznakowany niemal identycznie) powstał także w Hiszpanii i Belgii.

#### Niemcy
W Niemczech nie ma standardowego systemu oznaczania i wszystko zależy od klubu obsługującego dany obszar. Gdzieniegdzie oznakowanie przypomina czeskie czy polskie, w Alpach Bawarskich zazwyczaj są postawione jedynie tabliczki kierunkowe na rozejściach, a w Odenwaldzie oznaczenia przyjmują dowolną formę graficzną.

#### Inne kraje
W innych krajach Europy oznaczenia szlaków są bardzo różne – każdy kraj ma swoje własne regulacje.
W Norwegii nie ma kolorów szlaków – wszystkie oznaczane są czerwoną literą „T”. Dodatkowo turyści wznoszą kamienne kopczyki, aby łatwiej było odnaleźć szlak w terenie.
W Bułgarii szlaki znakuje się w czterech kolorach (czerwony, żółty, zielony, niebieski) – na tablicach podaje się szacowane czasy przejść.
W Rumunii rejony górskie oznakowane są różnymi symbolami geometrycznymi (krzyż, koło, pionowe kreski) w trzech kolorach (żółty, niebieski i czerwony). Na tablicach umieszczone są czasy przejść lub (rzadziej) odległości.
W państwach byłej Jugosławii często symbolem szlaku jest białe kółko otoczone czerwonym paskiem. Na tablicach informacyjnych podaje się szacowane czasy przejść.
W Szwajcarii trwają prace nad ujednoliceniem systemu szlaków. Zwykłe szlaki piesze oznacza się żółtym rombem, szlaki górskie podobnie jak polskie szlaki czerwone (biało-czerwono-biały), szlaki alpejskie na biało-niebiesko-biało, a szlaki zimowe różowymi tabliczkami.

### Szlaki piesze w Polsce i Europie
- Orla Perć
- Główny Szlak Beskidzki im. Kazimierza Sosnowskiego (hist. Główny Szlak Karpacki im. Józefa Piłsudskiego)
- Główny Szlak Świętokrzyski im. Edmunda Massalskiego
- Główny Szlak Sudecki im. Mieczysława Orłowicza}
- Europejski długodystansowy szlak pieszy E3
- Szlak Nadmorski
- Mały Szlak Beskidzki
- Podwarszawski Szlak Okrężny
- Szlak martyrologii
- Szlak Orlich Gniazd
- Szlak Warowni Jurajskich
- Szlak Zamków Piastowskich
- Szlak Piastowski
- Szlak Romański
- Szlak Cysterski
- Szlak św. Jakuba
- Szlak Tatarski
  -  Duży
  -  Mały

## Szlaki samochodowe

### Znakowanie w Polsce
Szlaki samochodowe znakowane są biało-brązowymi tablicami, nie powinny one przebiegać autostradą i drogą ekspresową. Znaki turystyczne umieszczane przy autostradach lub drogach ekspresowych informują o obiektach z listy UNESCO, parkach narodowych i innych obiektach o dużym znaczeniu. O tym, jaki obiekt warto oznakować, decyduje kapituła przy Polskiej Organizacji Turystycznej. Obiekty przy pozostałych drogach krajowych zatwierdza do oznakowania kapituła przy Regionalnej Organizacji Turystycznej, z wyjątkiem dróg miejskich, powiatowych i gminnych, gdzie swoją opinię musi wyrazić Lokalna Organizacja Turystyczna.
Drogowskaz „samochodowy szlak turystyczny” stosowany jest na początku wyznaczonego szlaku. Na tablicy obok nazwy szlaku mogą być umieszczone symbol szlaku oraz symbol organizacji turystycznej wytyczającej szlak. Inne drogowskazy umieszczone wzdłuż trasy wskazują kierunek, odległość i nazwę atrakcji turystycznej.

### Niektóre szlaki samochodowe w Polsce
- Szlak Kopernikowski 232 km[19][20]

Znak „samochodowy szlak turystyczny” (E–22a)

Znak „obiekt na samochodowym szlaku turystycznym” (E–22b)

- Szlak Pętli Grunwaldzkiej 263 km[19][20]
- Szlak Kanału Elbląskiego 278 km[19][20]
- Szlak Fortyfikacji Mazurskich 438 km[19][20]
- Szlak Zamków Gotyckich[19]
- Szlak Zabytków Techniki
- Szlak Fryderyka Chopina[21]
- Kraina Otwartych Okiennic 107 km[22]
- Szlak rękodzieła ludowego 72 km[22]
- Szlak Architektury Drewnianej

## Galeria szlaków turystycznych z innych krajów

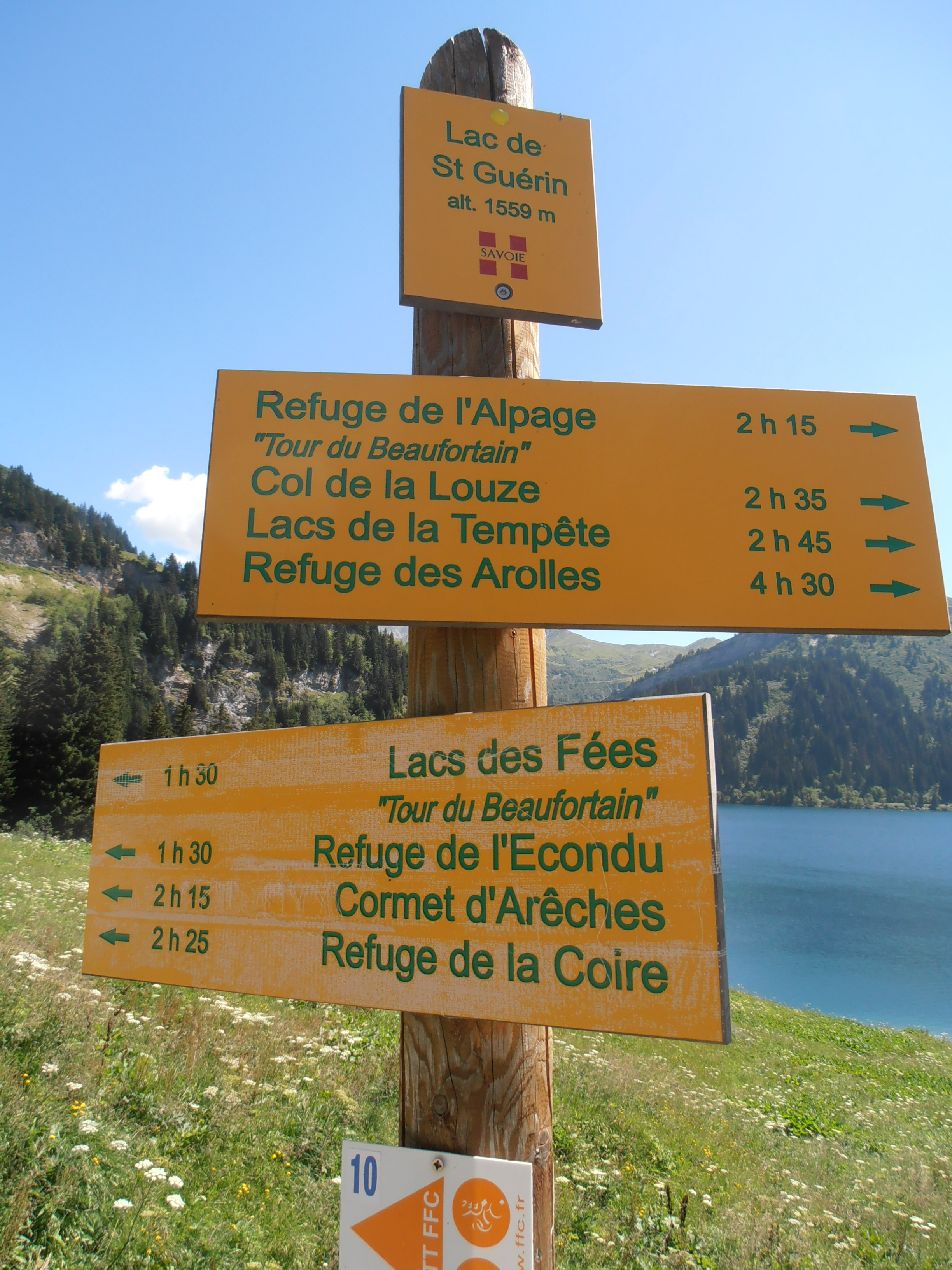
Skrzyżowanie szlaków turystycznych we Francji w masywie Beaufortain
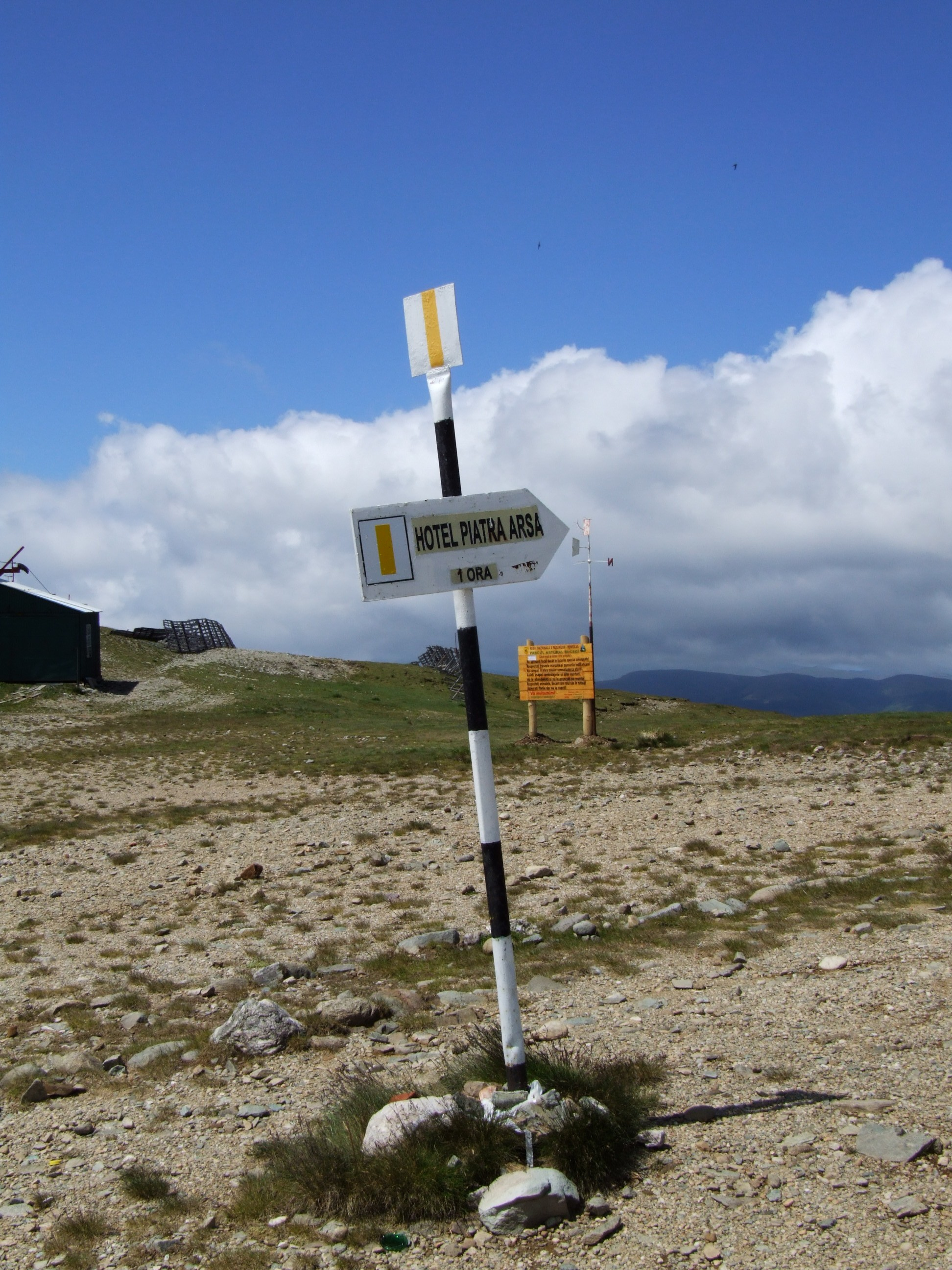
Oznaczenie szlaków w Rumunii
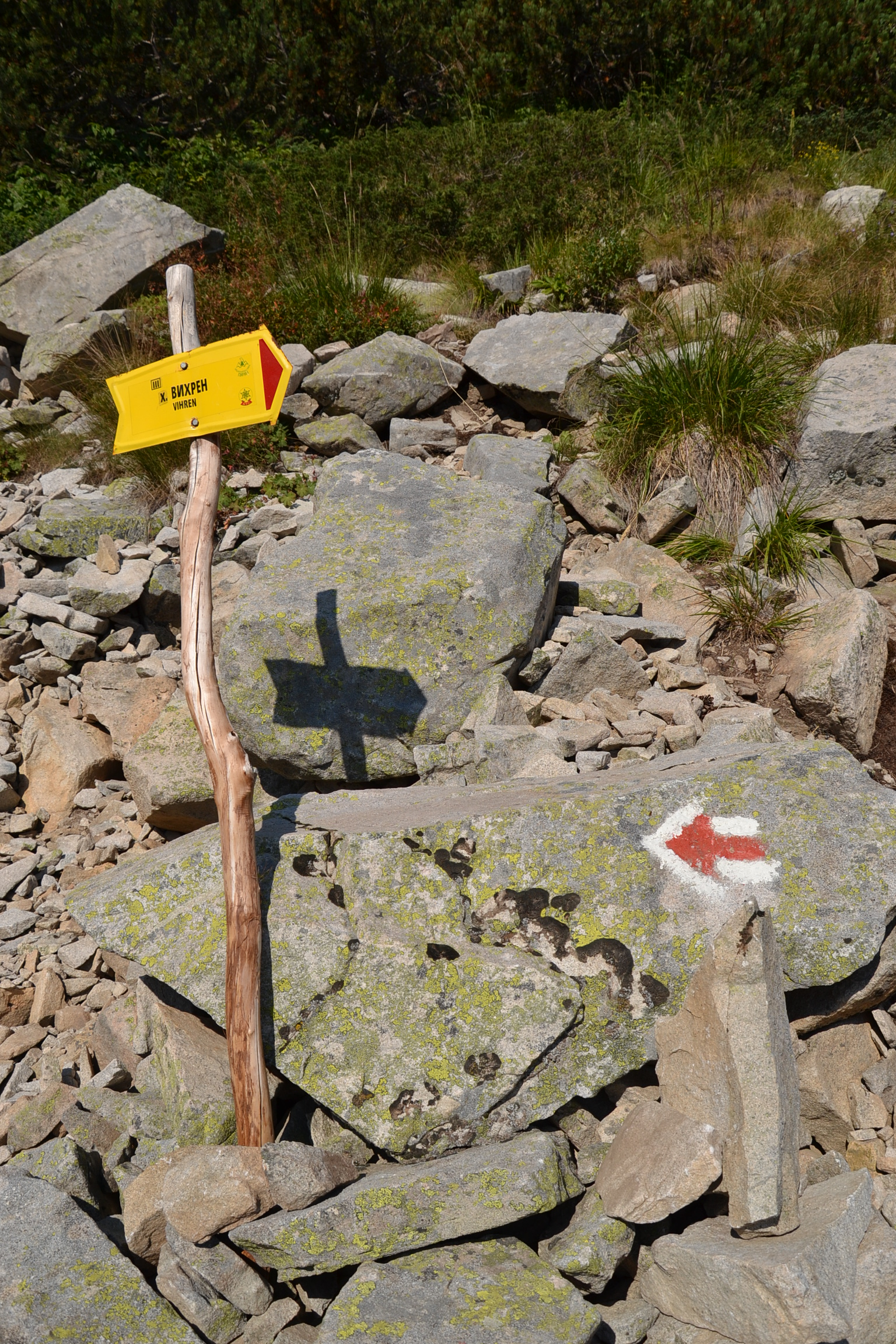
Szlak w Bułgarii – znakowanie jest takie jak w Polsce, na tabliczkach podaje się czasy przejść
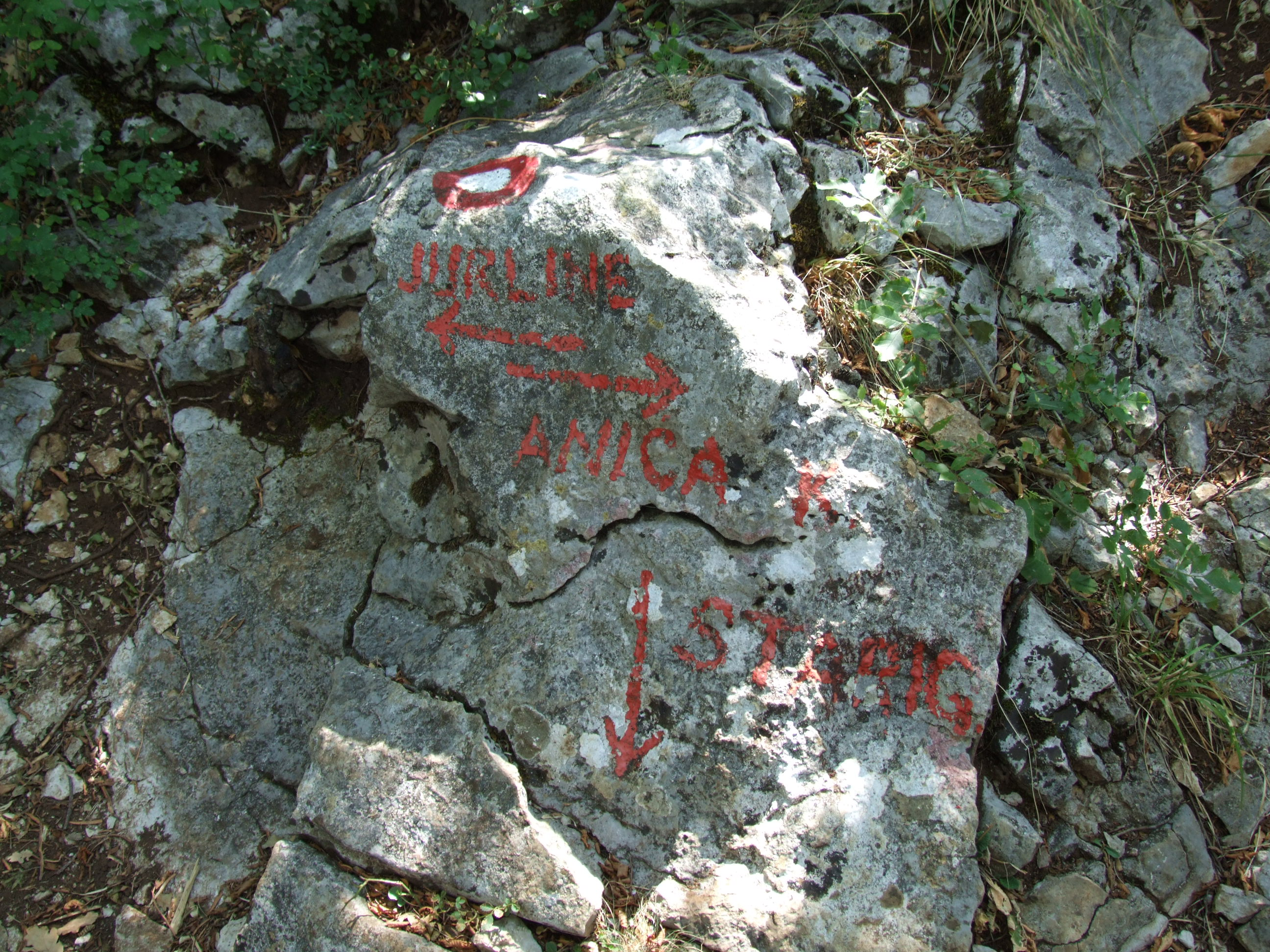
Rozdroże szlaków turystycznych w Chorwacji
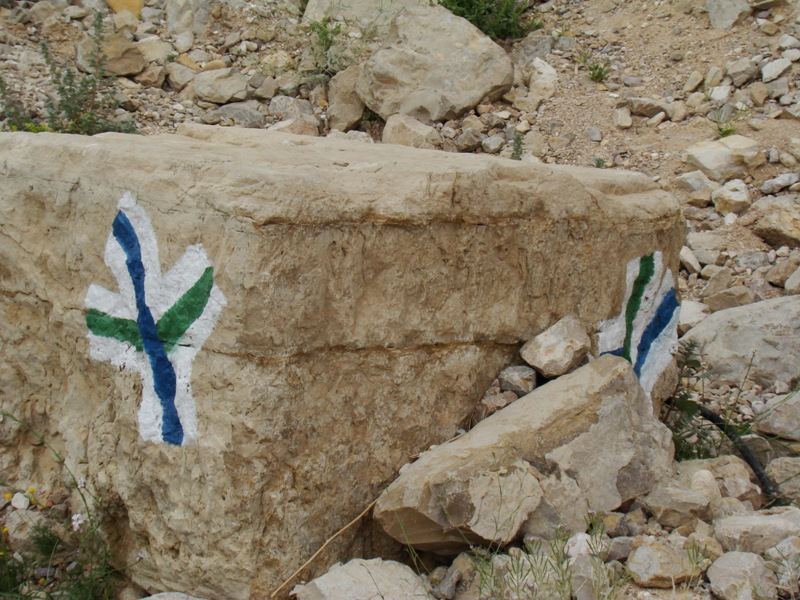
Skrzyżowanie szlaków turystycznych w Izraelu
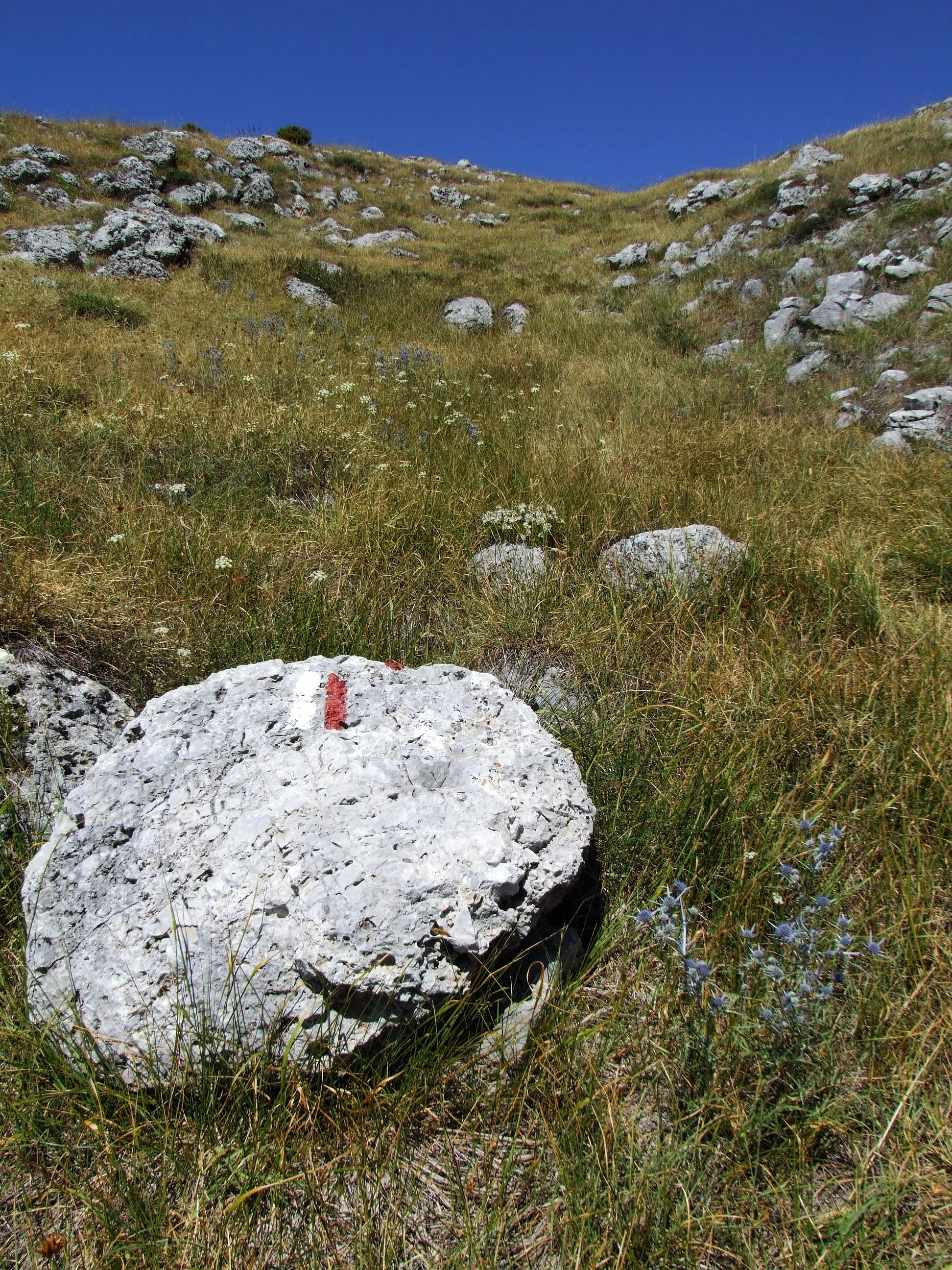
Biały i czerwony pasek – oznaczenie szlaku w Macedonii
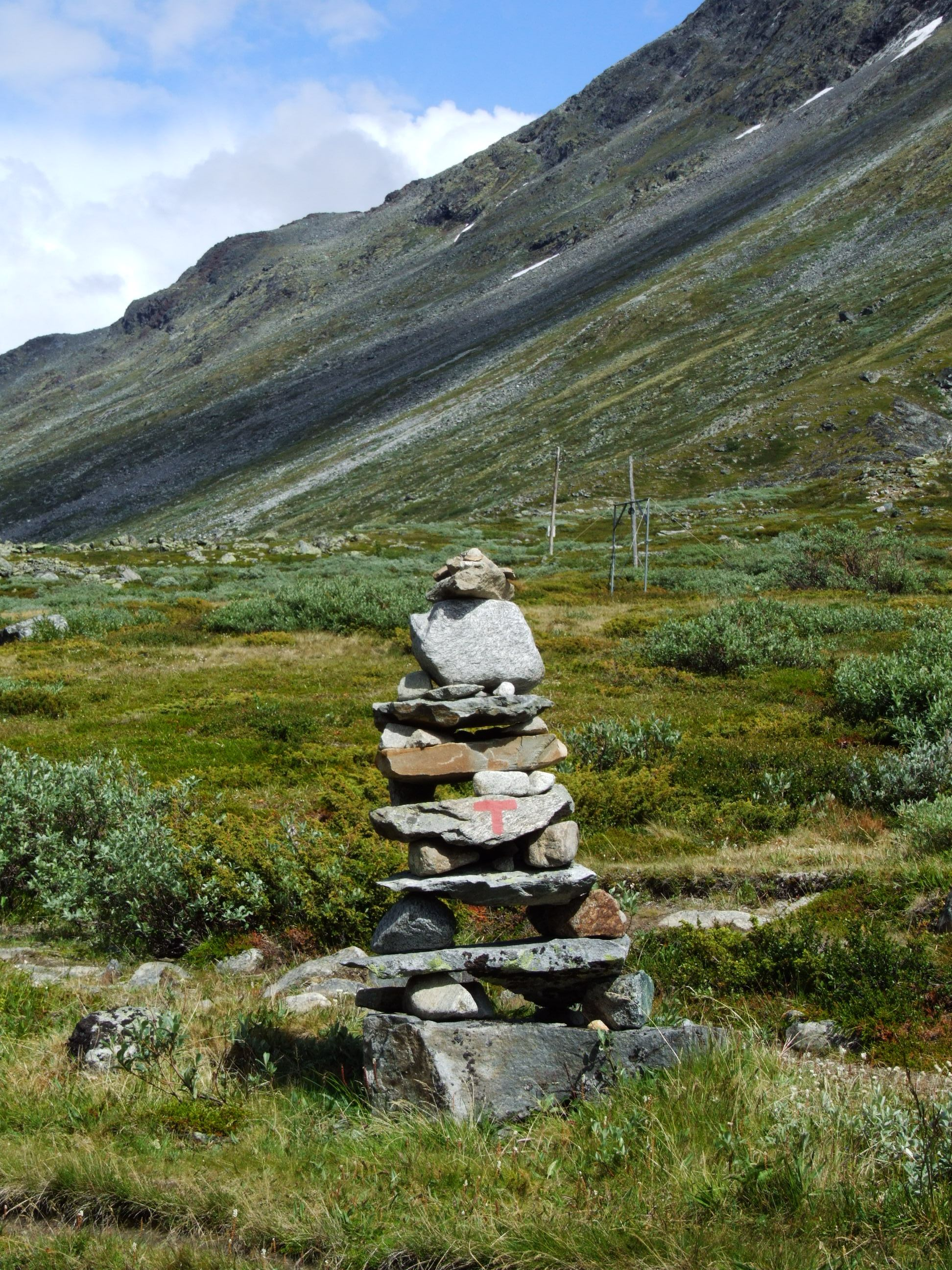
Oznaczenie szlaku turystycznego w Norwegii
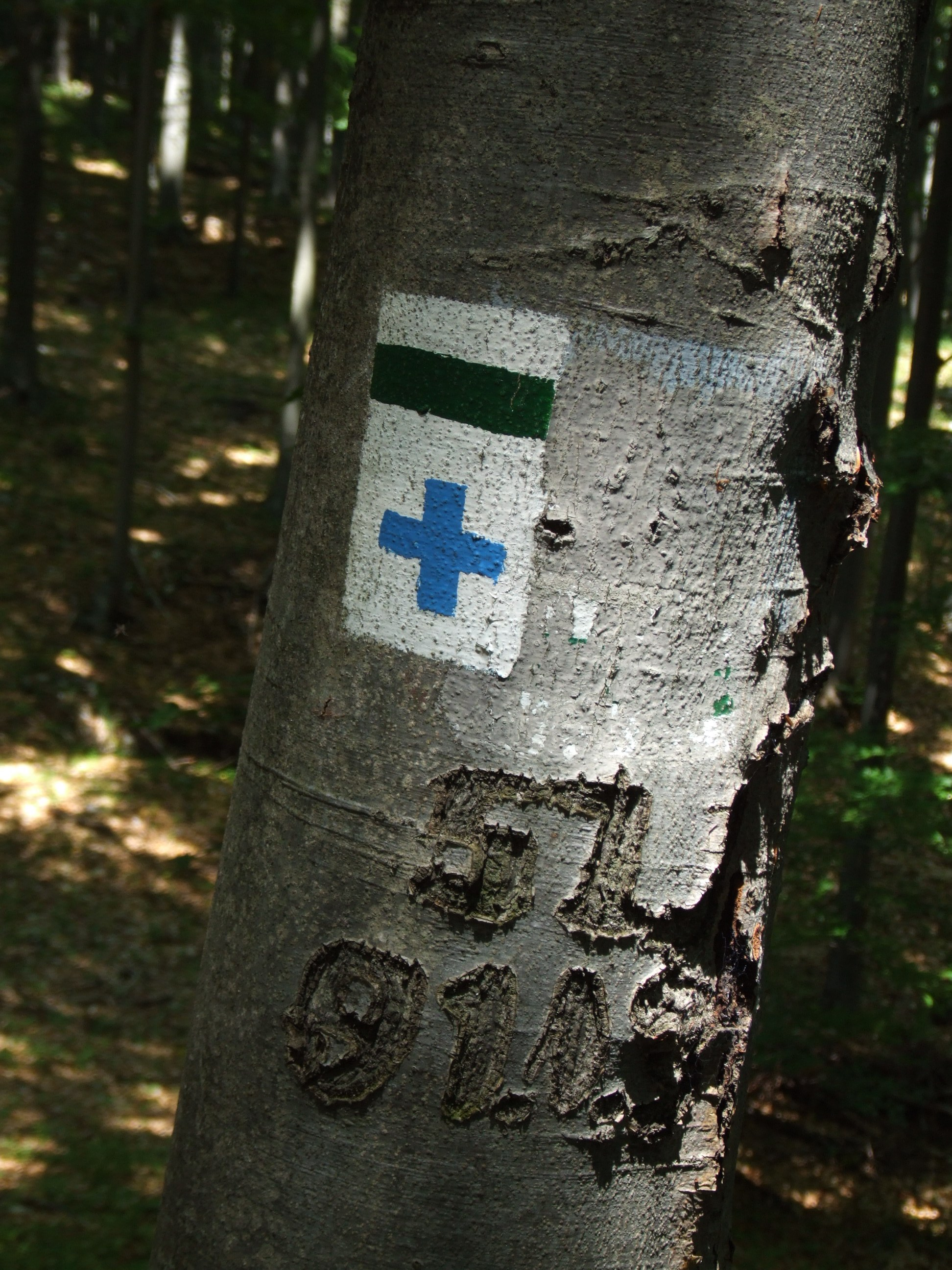
Szlaki w Górach Bukowych (Węgry). Standardowy znak szlaku pieszego oraz w kształcie krzyżyka (szlak łącznikowy)
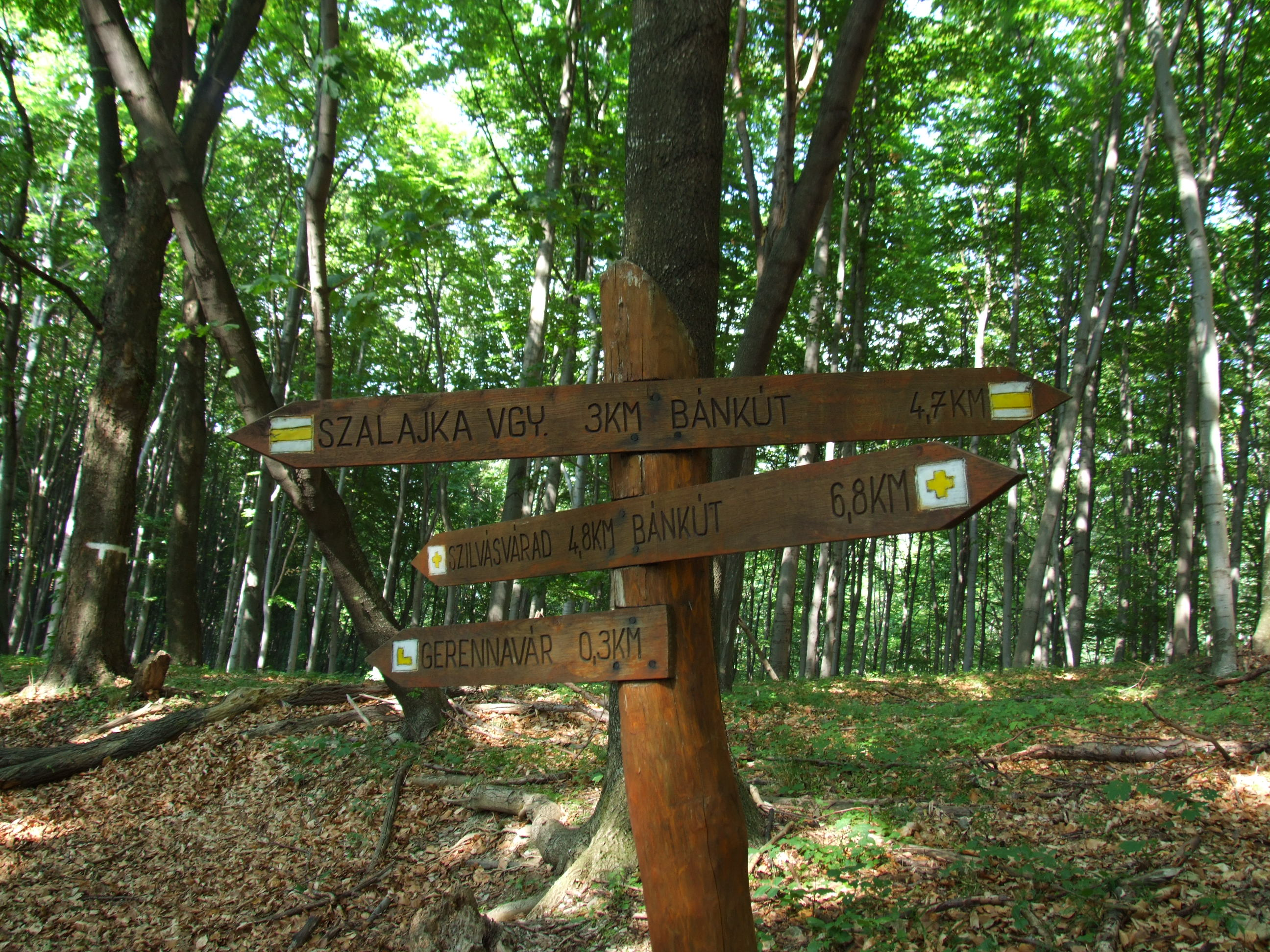
Tabliczki szlakowe na Węgrzech. Oprócz żółtego szlaku standardowego oraz żółtego szlaku łącznikowego jest tutaj także krótki szlak prowadzący do ruin zamku
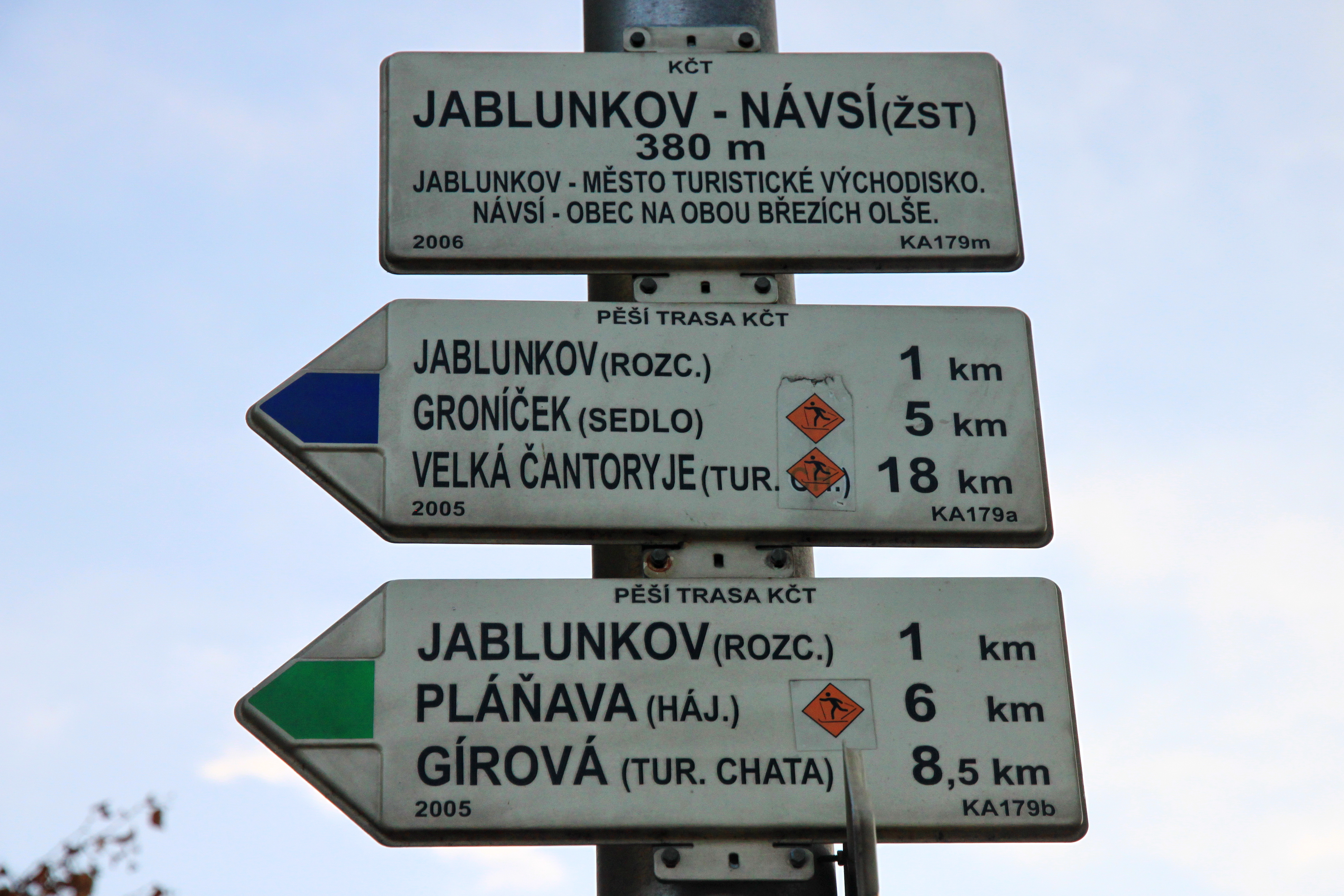
Tabliczki pieszych szlaków w Czechach
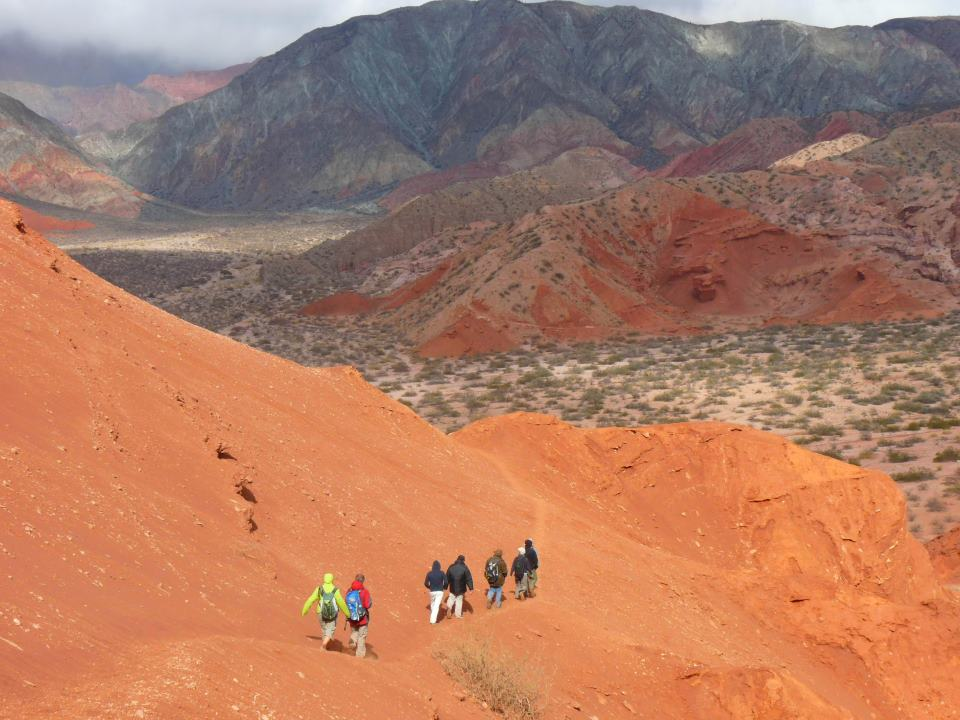
Szlak turystyczny w Argentynie